# John Marsden
John Marsden (Melbourne, 27 de septiembre de 1950- Romsey, 18 de diciembre de 2024) fue un escritor, profesor y director de escuela australiano. Escribió más de 40 libros a lo largo de su carrera y sus obras han sido traducidas a once idiomas. Fue especialmente conocido por su novela para adultos jóvenes Tomorrow, When the War Began, que dio inicio a una serie de siete libros.
Mientras trabajaba como maestro, comenzó a escribir para niños y publicó su primer libro, So Much to Tell You, en 1987. Desde entonces, escribió o editó más de cuarenta libros y vendió más de cinco millones de libros en todo el mundo.
En 2006, abrió una escuela alternativa, Candlebark School, en Macedon Ranges. Desde entonces, limitó su actividad como escritor para centrarse en la enseñanza y el funcionamiento de la escuela. En 2016, abrió la escuela secundaria enfocada en las artes, Alice Miller School, también en Macedon Ranges. Además, fue patrocinador de la organización de medios juveniles Express Media.

## Biografía
John Marsden nació en  Melbourne, capital del estado de Victoria (Australia) en 1950, el tercero de cuatro hijos, aunque pasó los primeros 10 años de su vida viviendo en las ciudades rurales de Kineton (Victoria) y Devonport (Tasmania). Es descendiente lejano del clérigo y magistrado anglicano colonial, el reverendo Samuel Marsden. Cuando tenía 10 años, se mudó a Sídney donde asistió a The King's School, en Parramatta, un suburbio al oeste de Sídney. Después de completar su educación primaria, fue aceptado en la Universidad de Sídney para estudiar una doble licenciatura en Derecho y Artes, pero finalmente no completó sus estudios universitarios. Ha trabajado en diferentes trabajos, incluido en un matadero, trabajando en una morgue, repartiendo pizzas, trabajando como mensajero en moto, como vigilante nocturno, vendiendo enciclopedias y trabajando con pollos.

## Carrera como escritor
Mientras trabajaba en el campus Timbertop de la prestigiosa Geelong Grammar School como profesor de inglés, tomó la decisión de escribir para adolescentes, luego de su insatisfacción con la apatía de sus alumnos hacia la lectura, o al observar que los adolescentes simplemente ya no leían. Luego, escribió su primer libro, So Much to Tell You (Mucho que contarte) en solo tres semanas, el libro se publicó en 1987 y vendió números récord y ganó numerosos premios, incluido el de «Libro del año», otorgado por el Children's Book Council of Australia (CBCA).
En los cinco años que siguieron a la publicación de su primer libro, Marsden publicó seis libros más. Sus publicaciones más destacadas de este período son Out of Time, que fue nominado por la CBCA como un libro notable para lectores mayores, y Letters From the Inside, así como una secuela de So Much to Tell You titulada Take My Word For It, ambos preseleccionados para el premio «Libro infantil del año para lectores mayores» de la CBCA. Tras su publicación en los Estados Unidos, Letters From the Inside recibió elogios de la revista literaria The Horn Book Magazine y la American Library Association. El novelista estadounidense Robert Cormier encontró la novela «inolvidable» y describió a John Marsden como un «escritor importante que merece el reconocimiento mundial».
En 1993 publicó su libro más reconocido, Tomorrow, When the War Began, el primer libro de la serie de novelas juveniles, Tomorrow, y su obra más aclamada y más vendida hasta la fecha. Desde entonces pasó a escribir siete libros en la serie, junto con una trilogía de seguimiento, The Ellie Chronicles, a pesar de que inicialmente su intención era que toda la serie consistiera en una trilogía. Al mismo tiempo que escribía la serie Tomorrow, también escribió otras novelas como Checkers, editó obras como This I Believe, escribió libros ilustrados para niños como The Rabbits, poesía como Prayer for the Twenty-First Century y obras de no ficción como Everything I Know About Writing y Secret Men's Business.

### Temas
Sus primeros trabajos fueron en gran parte novelas dirigidas a un público adolescente o adulto joven. Los temas comunes en sus obras incluyen la sexualidad, la violencia en la sociedad, la supervivencia en la escuela y en un mundo duro, y el conflicto con figuras adultas de autoridad. Sin embargo, también declaró que desea escribir sobre «cosas que siempre han sido importantes para los humanos... [como] el amor, para empezar. Y la ausencia de amor. La forma en que las personas se relacionan entre sí. La forma en que las personas resuelven los problemas, el coraje, el espíritu, el espíritu humano».

## Carrera como director de escuela
En 2006 fundó una escuela primaria alternativa, Candlebark College, que atiende a alumnos de los grados R-12, cerca de Romsey (Victoria). Luego redujo su actividad como escritor para centrarse en la enseñanza y la gestión de la escuela. En 2016, abrió una escuela secundaria centrada en las artes, Alice Miller School, en Macedon (Victoria).
En una entrevista en 2018, dijo que «Dirigir una escuela es probablemente el trabajo más intenso y complicado que he tenido en mi vida. Lo único con lo que puedo compararlo es cuando trabajaba en el departamento de urgencias del Hospital de Sídney cuando tenía unos 19 años».

## Muerte
El 18 de diciembre de 2024, la Alice Miller School, una de las dos escuelas que fundó en Victoria, confirmó su muerte en un comunicado a los padres de los alumnos: «Murió en su escritorio, en su casa, haciendo lo que amaba, escribir». Aunque se desconoce la causa de su muerte.

## Premios y reconocimientos
Marsden ha ganado todos los premios de escritura importantes que se conceden en Australia para obras de ficción juveniles, incluido lo que ha descrito como uno de los aspectos más destacados de su carrera, el Premio Lloyd O'Neil de 2006 por sus contribuciones a la publicación australiana. Este premio significa que es uno de los cinco autores en ser honrado por sus servicios de por vida a la industria del libro australiana. También fue nominado para el Astrid Lindgren Memorial Award en 2008, el premio de literatura infantil y juvenil más grande del mundo y el segundo premio de literatura más grande del mundo.
A nivel internacional, ha sido nombrado dos veces entre los Mejores Libros del Año por la Asociación de Bibliotecas de Estados Unidos y una vez por la revista literaria estadounidense Publishers Weekly, ha sido finalista del Libro Infantil Holandés del Año y preseleccionado para el Premio de Lectores Jóvenes de Alemania, ganó el Gran Premio del Jurado en la modalidad de Escritor para Adolescente Más Popular de Austria y ganó el codiciado premio Buxtehude Bull de Alemania. Sin embargo, a pesar de la gran cantidad de premios que ha obtenido, Marsden ha dicho que generalmente no le importan los premios (con la excepción del Premio Lloyd O'Neil y el Premio de Literatura de Melbourne).
En 1996, sus libros ocuparon los seis primeros puestos en las listas de libros más vendidos de Teenage Fiction en Australia. También en 1996, The Australian lo nombró «el autor más popular de Australia en la actualidad en cualquier campo literario». En 1997, los lectores australianos votaron tres de sus libros entre los 100 libros australianos más queridos de todos los tiempos.
En 2014, Lyndon Terracini anunció que la Ópera Australia había comisionado a la cantante Kate Miller-Heidke para escribir una ópera basada en la novela The Rabbits de Marsden. Esta obra, titulada igual que la novela, se estrenó en 2015 en Perth y posteriormente se representó en Melbourne, Sídney y Brisbane, ganando varios premios. En diciembre de 2018, recibió la Medalla Dromkeen, en reconocimiento a su destacado logro en la literatura infantil y juvenil.

## Obras publicadas y premios

### Laserie Tomorrow
| Título                       | Año  | Notas |
| ---------------------------- | ---- | --- |
| Tomorrow, When the War Began | 1993 | - Ganador, Australian Multicultural Children's Book Award 1994 - Seleccionado, American Library Association lista de los mejores libros para adultos jóvenes 1996 - Seleccionado, American Library Association lista de los 100 mejores libros para adolescentes 1966–2000 - Seleccionado, American Library Association lista de libros de bolsillo populares para adultos jóvenes 1998, Nominado 2011 - Ganador, Fanfare Horn Book Best Book 1996 - Ganador, Children's Yearly Best-Ever Reads (CYBER) Mejor libro para lectores mayores 2000, 2001, 2002 - Seleccionado, Whitcoulls top 100 books, 2008 (N.º 63) - Seleccionado, COOL Awards (Canberra's Own Outstanding List) 1995 - Ganador KOALA (Kids Own Australian Literature Awards) 1995 - Ganador YABBA (Young Australian Best Book Award) 1995 - Ganador WAYRBA (West Australian Young Readers' Books Award) 1995 - Ganador, BILBY Awards (Books I Love Best Yearly) 1998 - Seleccionado, South Carolina Book Award 1998 - Ganador, New South Wales Talking Book Award |
| The Dead of Night            | 1994 | - Libro notable, CBCA Children's Book of the Year Award: Older Readers 1995 - Seleccionado, COOL Awards (Canberra's Own Outstanding List) 1998 |
| The Third Day, The Frost     | 1995 | - Ganador, premio Buxtehude Bull 1999 - Libro notable, CBCA Children's Book of the Year Award: Older Readers 1996 - Ganador, WAYRBA (West Australian Young Readers' Books Award) 1998 - Seleccionado, COOL Awards (Canberra's Own Outstanding List) 1999 - También titulado A Killing Frost |
| Darkness, Be My Friend       | 1996 | - Libro notable, CBCA Children's Book of the Year Award: Older Readers 1997 |
| Burning for Revenge          | 1997 | - Libro notable, CBCA Children's Book of the Year Award: Older Readers 1998 - Ganador, Nielsen BookData/Australian Booksellers Association Premio libro del año 1997 - Ganador, WAYRBA (West Australian Young Readers' Books Award) 1999 |
| The Night is for Hunting     | 1998 | - Seleccionado, COOL Awards (Canberra's Own Outstanding List) 2000 - Ganador, WAYRBA (West Australian Young Readers' Books Award) 2000 - Shortlisted, Nielsen BookData/Australian Booksellers Association Premio libro del año 1999 |
| The Other Side of Dawn       | 1999 | - Libro notable, CBCA Children's Book of the Year Award: Older Readers 2000 - Ganador, YABBA (Young Australian Best Book Award) 2000 |
| The Ellie Chronicles         |      | |
| While I Live                 | 2003 | - Libro notable, CBCA Children's Book of the Year Award: Older Readers 2004 |
| Incurable                    | 2005 | |
| Circle of Flight             | 2006 | |

### Otros trabajos
| Título                              | Año  | Notas |
| ----------------------------------- | ---- | --- |
| So Much to Tell You                 | 1987 | - Ganador, CBCA Children's Book of the Year Award: Older Readers 1988 - Ganador, Victorian Premier's Literary Award Alan Marshall Award 1988 - Ganador, Christopher Award Books for Young People 1990 - Seleccionado, American Library Association lista de los mejores libros para adultos jóvenes 1990 - Seleccionado, American Library Association lista de libros de bolsillo populares para adultos jóvenes 1999 - Ganador, KOALA (Kids Own Australian Literature Awards) 1989 - Seleccionado, COOL Awards (Canberra's Own Outstanding List) 1995 - Winner, Young Adult Book Award (New South Wales, Australia) 1998 |
| The Journey                         | 1988 | |
| The Great Gatenby                   | 1989 | |
| Staying Alive in Year 5             | 1990 | |
| Out of Time                         | 1990 | - Libro notable, CBCA Children's Book of the Year Award: Older Readers 1991 |
| Letters from the Inside             | 1991 | - Shortlisted, CBCA Children's Book of the Year Award: Older Readers 1992 - Ganador, Fanfare Horn Book Best Book 1995 - Ganador, Gran Premio del Jurado a la novela juvenil favorita de Australia 1996 - Seleccionado, American Library Association lista de los mejores libros para adultos jóvenes 1995 - Seleccionado, American Library Association lista de libros de bolsillo populares para adultos jóvenes 2002 |
| Take My Word for It                 | 1992 | - Shortlisted, CBCA Children's Book of the Year Award: Older Readers 1993 |
| Looking for Trouble                 | 1993 | |
| Everything I Know About Writing     | 1993 | |
| Cool School                         | 1996 | - Ganador, KOALA (Kids Own Australian Literature Awards) 1998 |
| Creep Street                        | 1996 | |
| Checkers                            | 1996 | - Libro notable, CBCA Children's Book of the Year Award: Older Readers 1997 |
| This I Believe                      | 1996 | - Editor |
| For Weddings and a Funeral          | 1996 | - Editor |
| Dear Miffy                          | 1997 | |
| Prayer for the Twenty-First Century | 1997 | - Libro notable, CBCA Children's Book of the Year Award: Picture Book 1998 |
| Norton's Hut                        | 1998 | - Libro notable, CBCA Children's Book of the Year Award: Picture Book 1999 - Ilustrado por Peter Gouldthorpe |
| The Rabbits                         | 1998 | - Ganador, CBCA Children's Book of the Year Award: Picture Book 1999 - Ilustrado por Shaun Tan |
| Secret Men's Business               | 1998 | |
| Winter                              | 2000 | |
| Marsden on Marsden                  | 2000 | |
| The Head Book                       | 2001 | |
| Millie                              | 2002 | - Libro notable, CBCA Children's Book of the Year Award: Picture Book 2003 - Ilustrado por Sally Rippin |
| The Magic Rainforest                | 2002 | |
| A Day in the Life of Me             | 2002 | - Ilustrado por Craig Smith |
| The Boy You Brought Home            | 2002 | |
| A Roomful of Magic                  | 2004 | - Ilustrado por Mark Jackson y Heather Potter |
| I Believe This                      | 2004 | - Editor |
| Hamlet: A Novel                     | 2008 | |
| Home and Away                       | 2008 | - Honour Book, CBCA Children's Book of the Year Award: Picture Book 2009 - Ilustrado por Matt Ottley |
| South of Darkness                   | 2014 | |
| The Art of Growing Up               | 2019 | |